# Creuer Raimondo Montecuccoli
El Raimondo Montecuccoli va ser un creuer lleuger de la Regia Marina i després de la Marina Italiana, pertanyent a la classe Condottieri del tipus Raimondo Montecuccoli. Va ser nomenat en honor del condottiero del segle xvii Raimondo Montecuccoli.

## Construcció
Amb la quilla posada el 10 d'octubre de 1931 a les drassanes Ansaldo de Gènova, avarat el 2 d'agost de 1934 , després d'haver realitzat proves al mar a la primavera de 1935, va ser lliurat a la Regia Marina el 30 de juny de 1935.

### Armament
L'armament consistia en vuit canons de 152/53 mm Mod. 1929 en quatre muntures dobles, sis canons OTO 1928 de 100/47mm en tres muntures dobles, vuit metralladores Breda de 37/54 mm en quatre muntures dobles i vuit metralladores Breda 1931 de 13,2/75,7 mm en quatre muntures dobles, substituïdes durant la Segona Guerra Mundial per dotze metralladores Oerlikon de 20/70 mm en muntures individuals.

### Sistema de motor
La sala de màquines consta de dues parts idèntiques, cadascuna formada per dos generadors de vapor connectats a un grup de turbines, allotjats en sis sales separades (dues sales per a les turbines, quatre per als generadors) col·locades una darrere l'altra al centre del vaixell.
Els generadors de vapor sobreescalfat a 225°C eren calderes de tubs d'aigua del tipus Yarrow, anomenades Marina Militare a cinque collettori, capaces de produir 90 t/h de vapor.
La cambra de combustió de cada generador s'alimentava amb 12 atomitzadors, amb nafta escalfada a 90-100 °C. Els fums dels dos generadors de popa es ventilaven a través de l'embut de popa, mentre que els de davant utilitzaven l'embut de proa. Els generadors de vapor s'alimentaven amb aigua destil·lada, preescalfada a 100 °C pel vapor d'escapament de les turbines auxiliars.
El grup de turbines estava format per una turbina d'alta pressió i una turbina de baixa pressió, ambdues del tipus Belluzzo amb acció directa i reversibles per a desplaçament invers, connectades per una caixa de canvis a la línia d'eixos. El grup de davantera accionava l'hèlix d'estribord amb rotació a la dreta, mentre que el grup de darrere accionava l'hèlix de babord, amb rotació a l'esquerra. Sota el grup de turbines es va instal·lar el condensador de baixa pressió, refrigerat per aigua de mar, capaç de fer funcionar les turbines en un circuit tancat. Per compensar les pèrdues d'aigua destil·lada, es van instal·lat tres evaporadors capaços de produir 154 tones d'aigua destil·lada en 24 hores.

## Activitat

### Període de preguerra

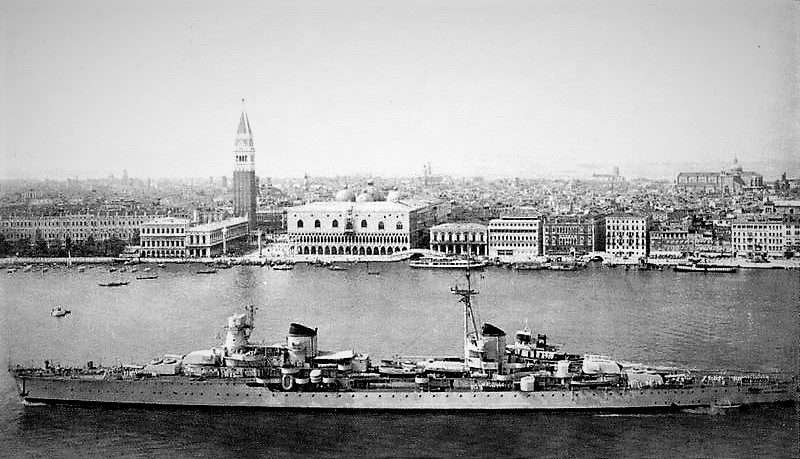
El Montecuccoli ancorat a Venècia

En esclatar la Guerra Civil espanyola va participar en diverses missions de protecció del trànsit marítim.
El 1937 va ser enviat a l'Extrem Orient, sota el comandament del capità Alberto Da Zara, per protegir els interessos italians a la zona, amb motiu del conflicte sinojaponès, sortint de Nàpols el 30 d'agost i arribant a Xangai el 15 de setembre després d'haver fet escala a Port Said, Aden, Colombo i Singapur durant el viatge i haver visitat Sydney, on va arribar amb motiu de les celebracions del 150è aniversari de la fundació de l'Estat de Nova Gal·les del Sud. En aquesta ocasió, el Montecuccoli va visitar, a més de Sydney, els principals ports australians, com ara Hobart, Adelaide, Brisbane i Melbourne.
El febrer de 1938, mentre que es trobava fondejat a Melbourne, va tenir succés un incident diplomàtic després que Frigo Orlando, un italià resident a Melbourne, presumptament va ser agredit per membres de la tripulació a bord del Montecuccoli, amb l'aprovació dels oficials. El vaixell havia estat obert per a la visita de la gent. El ministre d'afers exteriors australià, Billy Hughes, va sol·licitar una declaració de penediment i una compensació econòmica del cònsol general italià en funcions a Austràlia.  L'incident va tenir lloc en el context de diverses batusses entre la tripulació del vaixell i membres del públic australià antiitalians i antifeixistes.
Un cop de tornada a Xangai, va continuar operant en aquelles aigües en defensa dels interessos italians, tocant també nombrosos ports japonesos, i va tornar a Itàlia el 1938, després de ser rellevat pel Bartolomeo Colleoni.
En el període 1935-1940 els comandants del creuer van ser els capitans de vaixell
- Carlo Alberto Coraggio (des del 30 de juny de 1935)
- Mario Bonetti (des del 10 d'abril de 1936),
- Alberto Da Zara (des de l'11 d'abril de 1937),
- Onorato Brugnoli (des del 23 de desembre de 1938) i
- Giovanni Galati (21 de desembre de 1939 - 27 d'abril de 1940).

### Segona Guerra Mundial
Durant la Segona Guerra Mundial, equipat amb hidroavions IMAM Ro.43, va creuar la seva activitat amb la del seu bessó Muzio Attendolo i els creuers Duca d'Aosta, participant en els combats de Punta Stilo el 9 de juliol de 1940 . Juntament amb l'Eugenio di Savoia i cinc destructors, va disparar contra posicions gregues a l'illa de Corfú el 18 de desembre de 1940. L'abril de 1941 va crear un gran camp de mines davant del cap Bon, conjuntament amb el Muzio Attendol, el Eugenio di Savoia i el  Duca D'Aosta. Va formar part de l'escorta del comboi M.42 que va culminar amb la Primera Batalla de Sirte el 17 de desembre de 1941. Va participar a la batalla de Mitjans de Juny (12-16 de juny de 1942), on va aconseguir posar fora de combat el destructor HMS Bedouin, posteriorment enfonsat per un torpediner S.M.79 del sotstinent Martino Aichner de la 281a Esquadrilla del 132è Grup, i va calar foc al gran petrolier Kentucky, que s'havia aturat després de ser impactat per avions alemanys; i danyà el creuer HMS Cairo i el destructor HMS Partridge; només dos vaixells del comboi van aconseguir arribar a Malta, un dels quals rebent l'impacte d'una mina.

Mentre perseguia els vaixells d'escorta dels vaixells accidentats, i segons informes posteriors a la batalla d'ambdós bàndols, el Raimondo Montecuccoli va impactar al dragamines HMS Hebe a "aproximadament 26.000 iardes". Es van produir incendis a bord del Hebe, que va rebre importants danys per estelles. Es van trencar els cables elèctrics per escombrar mines magnètiques i acústiques, cables de baixa potència , aparell de direcció, aparells de sonda d'eco i canonades de veu, la màquina de sonda Kelvin i la cabina del comandant van patir danys, mentre que un balener va quedar inservible. Els creuers italians també van obligar el Partridge a deixar enrere el remolc i deixar enrere el Bedouin.
Dos mesos més tard va participar a la batalla de Mitjans d'Agost, que va tenir lloc entre el 10 i el 15 d'agost de 1942.

#### El Dia de Santa Bàrbara
Mentre era a Nàpols el 4 de desembre de 1942, dia de Santa Bàrbara, hi va haver un bombardeig de B-24 estatunidencs que s'havien enlairat a Egipte i van arribar sense ser molestats sobre la ciutat, ja que van ser confosos amb una formació de Ju 52 alemanys, que llançaven les seves bombes des de més de 6.000 metres sobre el nivell del mar, que van impactar el Montecuccoli, l'Eugenio di Savoia, que van ocasionar 17 morts i 46 ferits i danys a la part posterior del buc que es van poder reparar en 40 dies, i el Muzio Attendolo , que va ser impactat al centre per una o dues bombes i va resultar danyat per sota de la línia de flotació, inclinant-se i acabant mig enfonsat. Per al Muzio Attendolo, el pressupost de les operacions de recuperació i els treballs de reparació era de deu mesos a un any, però el buc va ser recuperat i demolit al final del conflicte.
El Montecuccoli va ser impactat per una bomba al mig del vaixell just dins d'un embut, que es va desintegrar deixant un cràter al seu lloc, però la protecció del blindatge va aconseguir salvar el vaixell, que, a més de patir 44 morts i 36 ferits, va necessitar set mesos de treball. Un cop finalitzada la feina, es van instal·lar quatre metralladores Oerlikon de 20/70 mm.
El creuer es va convertir en aquell moment en una de les poques unitats navals italianes equipades amb el radar EC-3 ter Gufo de disseny italià. El 4 d'agost, el Raimondo Montecuccoli , juntament amb el creuer lleuger Eugenio di Savoia, va bombardejar sense conseqüències un petit comboi aliat davant de Palerm durant la invasió aliada de Sicília, en un intent fallit d'atacar la flota de la Marina dels Estats Units al port. El comboi aliat era en realitat un caçasubmarins americà, l'USS SC-530, que escortava una barcassa d'aigua dolça . Els creuers italians es van retirar després de detectar amb els seus dispositius Metox diversos radars de recerca costaners que els seguien.

### Armistici

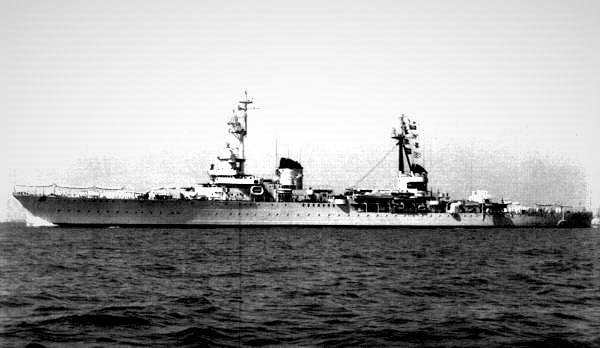
El Montecuccoli en aigües obertes

En proclamar-se l'armistici del 8 de setembre, el vaixell es trobava a La Spezia, des d'on, juntament amb les altres dues unitats que en aquell moment constituïen la VII Divisió, l'Eugenio di Savoia i l'Attilio Regolo, els cuirassats Roma, Vittorio Veneto i Italia de la IX Divisió, els destructors Mitragliere, Fuciliere, Carabiniere i Velite de la XII Esquadró, els destructors Legionario, Oriani, Artigliere i Grecale de la XIV Esquadró i un esquadró de torpedineres format per la Pegaso, Orsa, Orione, Ardimentoso i Impetuoso, va salpar per unir-se al grup naval procedent de Gènova , format per les unitats de la VIII Divisió, composta pels creuers Garibaldi, Duca degli Abruzzi i Duca d'Aosta i la torpedinera Libra, i després es va lliurar als aliats a Malta juntament amb les altres unitats navals italianes procedents de Tàrent. El grup, després d'haver-se reunit amb les unitats procedents de Gènova, per obtenir homogeneïtat en les característiques dels creuers, el Duca d'Aosta va passar de la VIII a la VII Divisió, substituint l'Attilio Regolo que va passar a formar part de la VIII Divisió. Durant la travessa, el Roma , el vaixell insígnia de l'almirall Bergamini, es va enfonsar tràgicament la tarda del 9 de setembre davant la costa de l'Asinara, impactat per una bomba Fritz X llançada per un Dornier Do 217 de la Luftwaffe alemanya que havia enlairat de la base d'Istres, prop de Marsella.
Des del començament del conflicte fins a l'armistici, el Montecuccoli va dur a terme 32 missions de guerra, cobrint 31.590 milles.
Durant la cobel·ligerància i al final del conflicte, va participar en nombroses missions de transport ràpid i repatriació de presoners.

#### Comandants durant el període bèl·lic
- Capitano di vascello Franco Zannoni - del 28 d'abril al 24 d'octubre de 1940;
- Capitano di vascello Arturo Solari - del 25 d'octubre de 1940 al 20 de gener de 1943;
- Capitano di fregata Carlo Unger di Lowemberg - del 21 de gener al 16 de maig de 1943 (interí);
- Capitano di vascello Ubaldino Mori Ubaldini - del 17 de maig de 1943 al 21 d'agost de 1944;
- Capitano di vascello Luigi Cei Martini - del 22 d'agost de 1944 fins a la fi del conflicte, el 1945.

### Vaixell escola
El Montecuccoli va ser un dels quatre creuers que van quedar-se a la Marina italiana després del Tractat de Pau, juntament amb el  Luigi Cadorna, el Duca degli Abruzzi i el Garibaldi, tots els quals eren vaixells de la classe Condottieri com el Montecuccoli.
Havent-se incorporat a la Marina Italiana, el Montecuccoli va reprendre la seva activitat de flota des del 1947 fins al 1949 quan, després d'unes obres que havien implicat petites modificacions, va ser assignat a dur a terme la tasca de vaixell escola per als estudiants de l'Acadèmia Naval de Livorno, duent a terme campanyes d'entrenament d'estiu des de l'estiu de 1949, tant a la Mediterrània com més enllà, arribant a Santa Cruz de Tenerife el 1951 i Londres el 1952.
Posteriorment va ser sotmès a importants obres de transformació i modernització a l'Arsenal de La Spezia que, a partir del juny de 1954 , el van fer més adequat per al paper de vaixell escola i amb l'entrada d'Itàlia a l'OTAN va ser distingit pel número de sèrie C552.
Les modificacions van comportar l'eliminació de dues calderes, la torreta núm. 2 i el seu carregador de municions, el complex central 100/47 i vuit metralladores 20/70, amb un augment significatiu dels complexos antiaeris formats per armes "Bofors" de 40/56 mm, que van substituir totes les metralladores originals de 37/54 mm. Es van instal·lar un radar de detecció de superfície, un radar de detecció aèria, un radar de control de foc i un nou centre de control d'incendis. Els dipòsits de combustible es van augmentar en 300 m³, cosa que va suposar un augment de l'autonomia de 615 milles. Les obres van modificar l'aspecte original i, en particular, les modificacions van afectar principalment la zona central del vaixell, amb la modificació de la canonada de proa i el pont de control, i la instal·lació d'un pal robust per suportar les antenes del nou equip de radar a bord.

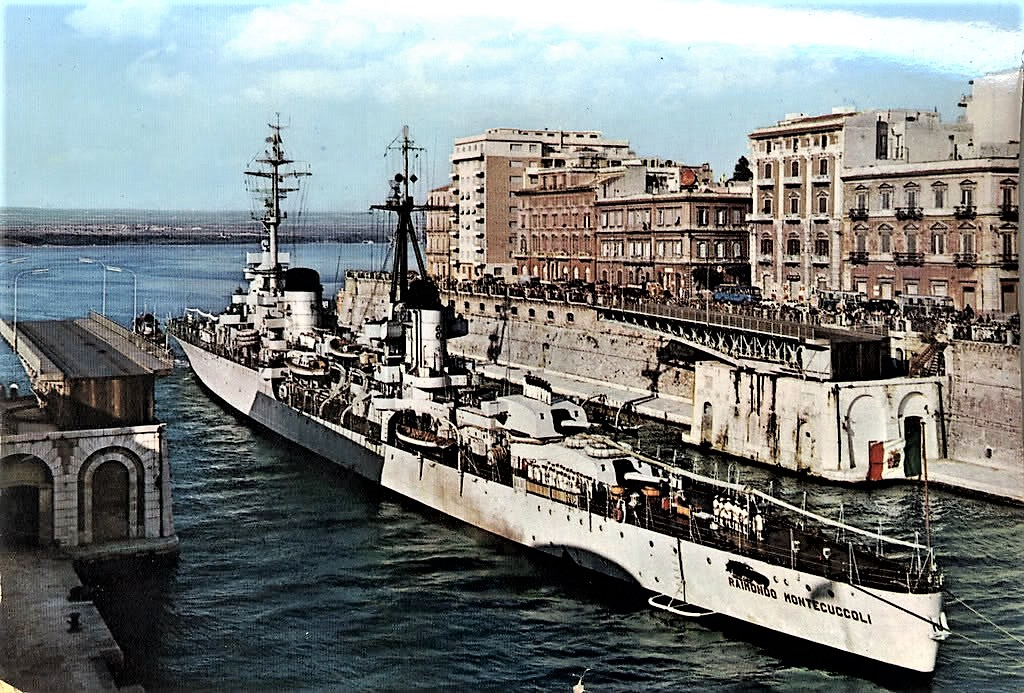
El vaixell entrant a Tàrent

Alternant l'activitat d'esquadró amb campanyes d'entrenament, va arribar a ports com Copenhaguen el 1955, Mont-real, Boston i Filadèlfia el 1958, i Hèlsinki el 1961. Entre les campanyes d'entrenament, la circumnavegació del món, duta a terme de l'1 de setembre de 1956 a l'1 de març de 1957 que, inicialment no planificada, va ser necessària en el retorn d'Austràlia, on havia tingut un paper representatiu conjuntament amb els Jocs Olímpics de Melbourne, a causa de la crisi del Canal de Suez.
El Montecuccoli , sota el comandament de l'aleshores capità del navili Gino Birindelli, va tocar en aquella ocasió 34 ports de quatre continents, cobrint un total de 33.170 milles.
Després d'haver completat la circumnavegació del continent africà el 1963, l'any següent va ser desmantelat, airant la seva bandera per última vegada, a Tàrent el vespre del 31 de maig de 1964. Remolcat a La Spezia , va ser desballestat el 1972.
En el seu paper com a vaixell escola, va ser substituït el 1965 pel San Giorgio.
Una curiositat: Pasquale Africano la personalitat televisiva que va fer de guàrdia de seguretat al programa Forum del 1985 al 2004 , que va morir el 30 d'agost de 2008 , i que era encarregat de senyals al Corso 62, va ser embarcat a bord del Montecuccoli.
Actualment, algunes de les relíquies del Montecuccoli s'han col·locat i són visibles a l'entrada de la Città della Domenica, el parc natural i recreatiu de Perusa , al cim del Monte Pulito, aproximadament a 1 km del districte de Ferro di Cavallo . Consisteix en un canó doble de 152 mm, el pal del pont i les àncores. Al peu de l'arbre, una placa commemora les 156 missions, les 3.678 hores de viatge completades, els més de 77.800 quilòmetres recorreguts i el lema.

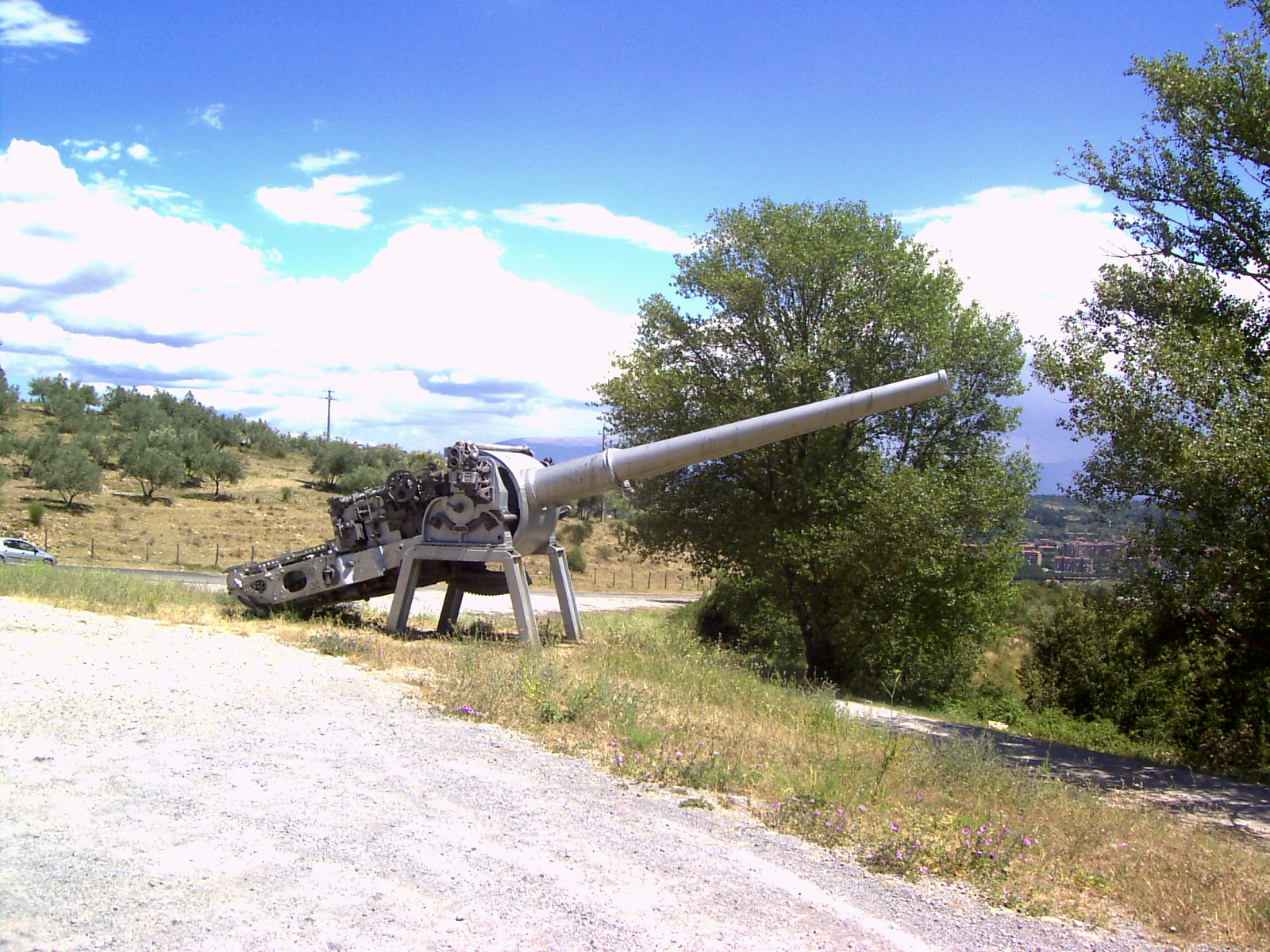
El canó de 152 mm conservat a l'entrada del parc Città della Domenica de Perusa

## Lema
El lema del vaixell era Con risolutezza - Con Rapidità ("Amb resolució – Amb rapidesa"), que feia referència a l'alta velocitat del vaixell.
A més del lema oficial, els vaixells també tenen altres lemes no oficials presents en algunes habitacions del vaixell. El Montecuccoli tenia com a lema no oficial "Centum Oculi" ("Cent ulls"), que destacava a la part superior de la imatge del líder a la sala d'oficials, un lema que feia referència a les excel·lents virtuts del líder renaixentista per apreciar la situació tàctica, com si tingués Cent Ulls per avaluar ràpidament les situacions al camp de batalla. Segons els relats dels mariners a bord, el fantasma del líder va ser albirat a bord del creuer amb la missió divina de protegir el vaixell que portava el seu nom dels perills de les missions bèl·liques. En esclatar el conflicte, un navegant va introduir el costum de cobrir la "O" del lema "Centum Oculi" amb paper d'alumini amb l'esperança de proporcionar al vaixell, que en la seva opinió no tenia blindatge, un "subministrament" raonable de no menys de cent trets de sort per "gastar" durant el transcurs de la guerra. Però les coses van anar molt més enllà d'una broma divertida.
Segons els relats dels mariners, després de l'aplicació de paper d'alumini a la "O", les aparicions del líder es van multiplicar, però el segell de la llegenda va arribar el 15 de juny de 1942 quan, durant la batalla de mitjans de juny, el vaixell va ser impactat per un únic obús d'artilleria que va travessar els quarters dels oficials, deixant diversos forats de metralla a la zona, un dels quals, en impactar a l'esquelet del líder, va provocar l'eliminació de la "O" del lema "Centum Oculi". Sembla que quan els presents al lloc dels fets es van adonar que, malgrat tota la metralla, ningú havia estat tocat i tothom havia resultat il·lès, van mirar el retrat de Motecuccoli ple de forats, observant que la lletra "O" del lema havia estat eliminada, van decidir que el lema havia de romandre i ser transmès com era " Centum Culi " i la història en broma del fantasma de Montecuccoli va passar a ser història i a això es va atribuir la bona fortuna de la unitat en la seva llarga vida de servei. Després que el vaixell fos desarmat, la imatge del capità, plena de forats, va ser col·locada al museu d'història naval de Venècia.

## A la cultura de masses
- El creuer Raimondo Montecuccoli i la seva tripulació, dedicats a circumnavegar el món, són els protagonistes de la pel·lícula Ragazzi della marina del director Francesco De Robertis.
- El creuer és l'escenari de part de la novel·la Marinai de l'escriptor Giuseppe Pederiali, que va estar embarcat en aquest vaixell en la seva joventut.